# Виктор Купљеник
Виктор Купљеник, (Љубљана, 1. јун 1943) је бивши репрезентативац Југославије у спортском падобранству, светски рекордер, селектор јуниорској, женској и сениорској репрезентацији Југославије, пилот, наставник падобранства и падобрански судија. У току падобранске каријере направио је 6.134 скока, био професионални пилот са 1.300 сати налета.

## Биографија
Са 18 година и завршеном средњом војном школом распоређен је 1961. на службу у Ваздухопловно-ремонтни завод "Космос" у Бањалуци.  У Љубљани је бранио за војни рукометни клуб "Борац". По доласку у Бања Луку почиње да тренира у Рукометном клубу "Борац". Међутим, због недовољне висине и на сугестију тренера Воје Милосављевића престаје да тренира рукомет. Наредне године уписује се у падобранску секцију Аеро-клуба "Руди Чајавец", гдје је 11. јуна 1962. на аеродрому Залужани извео први скок. Већ 1963. године учествује у тиму који у Вршцу поставља свјетски рекорд у дисциплини 2.000 метара са задршком од 30 секунди, побеђује на првенству СР БиХ 1966. и СР Србије 1974 (Ниш), а репрезентативац Југославије постаје 1978. године, да би касније обављао функцију селектора земље у јуниорској, женској и сениорској репрезентацији Југославије. Првак Југославије у падобранству први пут је постао 1972. у Мурској Соботи. Укупно је три пута био државни првак Југославије у фигурама на циљу и у генералном пласману. Круна спортских успеха је освајање сребрне медаље са репрезентацијом Југославије на Свјетском првенству 1970. на Бледу. Касније се посветио раду са младима и његова екипа из АК "Руди Чајавец" 1991. у Скопљу била посљедњи првак Југославије. Више од три деценије је живио у Бањој Луци. Данас са супругом Фатимом живи у Љубљани и у Приједору. Његова ћерка Дијана је такође била репрезентативац Југославије у падобранству (1600 скокова), као и зет Јосип Поповић (3000 скокова).
Викторова кћерка Дијана је падобранац са 1.600 скокова, а зет Јосип са 3.000 скокова. Освојио је бројна спортска и друштвена признања од којих се истичу Ордена заслуга за народ са сребреном звијездом, Априлске награде, Октобарске награде града Ниша.  За најбољег спортисту Босанске Крајине изабран је 1966. Након тога четири пута је сврстан међу најбоље спортисте Босанске Крајине: 1967. (пета позиција), 1969. (седми), 1975. (осми) и 1979. (трећи). Као падобранац је статирао у филму "Десант на Дрвар". Приликом свечаног отварања споменика "Долина хероја" од стране предсједника СФРЈ Јосипа Броза - Тита и египатског предсједника Насера извео је скок са заставом.